# Androsace croftii
Androsace croftii är en viveväxtart som beskrevs av David Allan Poe Watt. Androsace croftii ingår i släktet grusvivor, och familjen viveväxter. Utöver nominatformen finns också underarten A. c. scaposa.